# 妮莎
妮莎 Nessa，是英國作家約翰·羅納德·鲁埃爾·托爾金的史詩式奇幻小說《精靈寶鑽》中的人物。歐羅米的妹妹，托卡斯之妻，維拉之一，維麗之一，舞蹈女神。
她不但輕盈靈活，也是飛毛腿、宛如疾奔的箭矢，常在維利瑪草地上舞蹈。